# Cartes (Cantàbria)
Cartes és un municipi situat en la Comunitat Autònoma de Cantàbria. Els seus límits són: al nord amb Reocín, a l'oest amb Mazcuerras, al sud amb Los Corrales de Buelna i a l'est Torrelavega. El municipi de Cartes se situa en l'eix del riu Besaya, just en la zona d'influència de dos dels focus industrials més importants de la comunitat: Torrelavega i Los Corrales. Degut principalment a aquest fet, és un dels més dinàmics de Cantàbria, demogràficament parlant, ja que alberga a una població en creixement continu i que a més es caracteritza per la seva joventut.

## Demografia
| 1900  | 1910  | 1920  | 1930  | 1940  | 1950  | 1960  | 1970  | 1980  | 1990  | 2000  | 2005  |
| ----- | ----- | ----- | ----- | ----- | ----- | ----- | ----- | ----- | ----- | ----- | ----- |
| 1.338 | 1.463 | 1.742 | 2.466 | 2.193 | 2.431 | 2.839 | 2.601 | 2.191 | 2.191 | 3.415 | 3.982 |

Font: INE

## Administració
| Eleccions municipals, 25 de maig de 2003 |      |        |          |
| Partit                                   | Vots | %      | Regidors |
| PSOE                                     | 1003 | 41,39% | 5        |
| PP                                       | 622  | 25,67% | 3        |
| PRC                                      | 449  | 18,53% | 2        |
| UCN                                      | 185  | 7,64%  | 1        |

| Eleccions municipals, 27 de maig de 2007 |      |        |          |
| Partit                                   | Vots | %      | Regidors |
| PSOE                                     | 1119 | 40,59% | 5        |
| PRC                                      | 725  | 26,30% | 3        |
| PP                                       | 612  | 22,20% | 2        |
| IU                                       | 241  | 8,74%  | 1        |

## Fills il·lustres
Els personatges més cèlebres nascuts en Cartes són: 
- Fra Pedro Bustamante religiós (Riocorvo, 1666 – † Tunkín, 1728)
- José Cueto Díez de la Maça religiós (Riocorvo, 1839 – † Las Palmas, 1908),
- José Escalante González historiador (Riocorvo, 1843 – † Santander, 1911)
- García de Bustamante noble i polític (Segles xvii - † xviii)
- Julio Iglesias Santamaría futbolista (Cartes, 1944),
- Pedro Saiz Bustamante tirador (Cartes, 1955).